# Шмидт, Мартен
Ма́ртен Шмидт (нидерл. Maarten Schmidt; 28 декабря 1929, Гронинген — 17 сентября 2022, Фресно, Калифорния) — голландский астроном, измеривший расстояния до астрономических объектов, именуемых квазарами. Доктор, именной профессор Калтеха (эмерит). Иностранный член Американского философского общества (2000).
Лауреат премии Кавли в области астрофизики (2008, первый удостоенный).

## Биография
Учился под руководством Яна Оорта. Получил степень доктора философии в Лейденской Обсерватории в 1956 году.
В 1959 году эмигрировал в США и устроился на работу в Калифорнийский технологический институт. Сначала он работал над теориями расширения и динамики галактик. В этот период сформулировал то, что потом стало известно как закон Шмидта, который соотносит плотность межзвёздного газа к скорости звездообразования, происходящего в этой газе. Через некоторое время он изучил спектр от радиоисточников. В 1963 году с помощью знаменитого 200-дюймового рефлекторного телескопа в Паломарской Обсерватории Шмидт опознал видимый объект, основываясь на одном из этих радиоисточников, известном как 3C 273, а также изучил его спектр. Несмотря на то, что объект был очень схож со звездой внешне, спектр 3C 273 показал большое красное смещение (0,158), тем самым доказав, что объект находится далеко за пределами Галактики, но тем не менее обладает необычно высокой светимостью. Шмидт дал 3C 273 название quasi-stellar, или квазар; с тех пор были обнаружены тысячи схожих объектов.
Был президентом Американского астрономического общества в 1984–86 годах и председателем совета директоров Ассоциации университетских исследований в области астрономии в 1992–95 годах. С 1996 именной профессор (Francis L. Moseley Professor) астрономии Калтеха (эмерит).

## Награды
- Премия Хелены Уорнер (1964)
- Премия Румфорда (1968)
- Медаль Карла Шварцшильда (1968)
- Премия Генри Норриса Рассела (1976)
- Лекция Карла Янского (1979)
- Золотая медаль Королевского астрономического общества (1980)
- Медаль Джеймса Крейга Уотсона (1991)
- Медаль Кэтрин Брюс (1992)
- Премия Кавли (2008, первый удостоенный)